# Vogelschutzgebiet Kottenforst-Waldville
Vogelschutzgebiet Kottenforst-Waldville este o arie protejată (arie de protecție specială avifaunistică — SPA) din Germania întinsă pe o suprafață de 3.585,27 ha, integral pe uscat.

## Localizare
Centrul sitului Vogelschutzgebiet Kottenforst-Waldville este situat la coordonatele 50°40′24″N 7°03′13″E / 50.6733°N 7.0536°E.

## Înființare
Situl Vogelschutzgebiet Kottenforst-Waldville a fost declarat arie de protecție specială avifaunistică în decembrie 2004 pentru a proteja 9 specii de animale.

## Biodiversitate
Situată în ecoregiunea continentală, aria protejată nu include niciun habitat protejat.
La baza desemnării sitului se află mai multe specii protejate de  păsări (9): pescăruș albastru (Alcedo atthis), barză neagră (Ciconia nigra), ciocănitoarea de stejar (Dendrocopos medius), ciocănitoare neagră (Dryocopus martius), privighetoare (Luscinia megarhynchos), gaia roșie (Milvus milvus), grangur (Oriolus oriolus), viespar (Pernis apivorus), ciocănitoare verzuie (Picus canus).